# The Governor's Lady (film 1915)
The Governor's Lady è un film muto del 1915 diretto da George Melford. La sceneggiatura di William C. de Mille si basa sull'omonimo lavoro teatrale di Alice Bradley che, a Broadway, aveva debuttato con buon successo il 10 settembre 1912.
Il film segna il debutto sullo schermo dell'attrice teatrale Edith Wynne Mathison e di May Allison.

## Trama
Daniel Slade e la moglie Mary conducono una vita umile ma dignitosa nella loro capanna sulle montagne. Quando però Daniel trova l'oro, la nuova ricchezza cambia tutto, anche il loro rapporto. L'uomo, ambizioso, vorrebbe salire la scala sociale e, sotto l'ala del senatore Strickland, entra in politica. Mary, al contrario, non vuole rinunciare alla vita semplice e rifiuta persino di incontrare i nuovi amici di Daniel, timorosa di imbarazzarlo apparendo troppo provinciale. Stanco di Mary e delle sue ripulse, Daniel annuncia che intende chiedere il divorzio per poter sposare la brillante Katherine Strickland, figlia del senatore. Mary, allora, fa capire a Katherine che sta sbagliando a comportarsi in quel modo, rovinando il suo matrimonio. Poi, torna sulle montagne, a casa. Daniel, diventato governatore, si accorge di amare ancora la moglie e le chiede di ritornare da lui. Katherine, dal canto suo, viene perdonata dal fidanzato che aveva lasciato per Daniel. Alla fine, i due sposi si riconciliano definitivamente e Mary prend il posto che le spetta in società come moglie del governatore.

## Produzione
Alcune scene del film, che fu prodotto dalla Jesse L. Lasky Feature Play Company, vennero girate nel deserto del Mojave.

## Distribuzione
Il copyright del film, richiesto dalla Jesse L. Lasky Feature Play Co., Inc., fu registrato il 9 marzo 1915 con il numero LU4656.
Distribuito dalla Paramount Pictures e presentato da Jesse L. Lasky, il film uscì nelle sale statunitensi il 14 marzo 1915.
Copia della pellicola (incompleta) si trova conservata negli archivi della Library of Congress.